# Edgaras Ulanovas

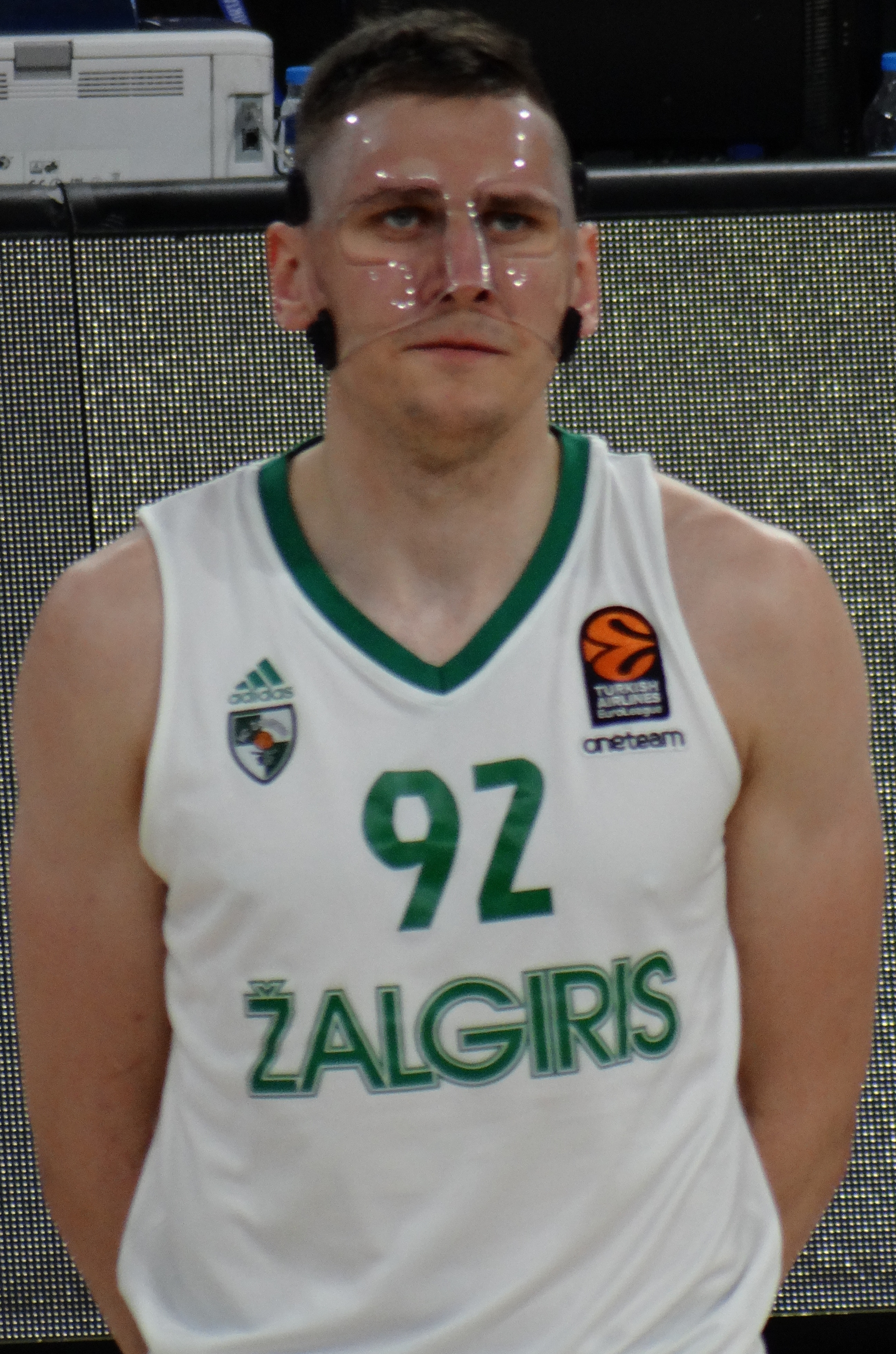
Ulanovas with Žalgiris Kaunas in 2018

Edgaras Ulanovas (Kaunas, 7 gennaio 1992) è un cestista lituano.

## Carriera
Con la Lituania ha disputato i Giochi olimpici di Rio de Janeiro 2016, i Campionati europei del 2017 e i Campionati mondiali del 2019.

## Statistiche

### Eurolega
| Anno      | Squadra         | PG  | PT  | MP   | TC%  | 3P%  | TL%  | RP  | AP  | PRP | SP  | PP   |
| --------- | --------------- | --- | --- | ---- | ---- | ---- | ---- | --- | --- | --- | --- | ---- |
| 2014-2015 | Žalgiris Kaunas | 24  | 12  | 19,2 | 46,5 | 32,3 | 75,7 | 2,5 | 1,2 | 0,6 | 0,0 | 5,4  |
| 2015-2016 | Žalgiris Kaunas | 24  | 24  | 26,3 | 37,2 | 34,2 | 87,5 | 4,5 | 2,0 | 0,7 | 0,2 | 6,3  |
| 2016-2017 | Žalgiris Kaunas | 30  | 16  | 24,4 | 47,8 | 38,1 | 87,7 | 3,3 | 1,5 | 0,3 | 0,3 | 7,7  |
| 2017-2018 | Žalgiris Kaunas | 35  | 31  | 27,1 | 50,3 | 45,7 | 78,7 | 4,1 | 2,1 | 0,5 | 0,4 | 7,5  |
| 2018-2019 | Žalgiris Kaunas | 34  | 24  | 25,0 | 43,9 | 35,4 | 84,0 | 3,4 | 1,4 | 0,6 | 0,2 | 7,2  |
| 2019-2020 | Žalgiris Kaunas | 28  | 28  | 25,8 | 42,7 | 36,8 | 81,3 | 3,3 | 2,0 | 0,4 | 0,1 | 8,3  |
| 2020-2021 | Fenerbahçe      | 28  | 28  | 19,6 | 47,1 | 40,0 | 72,2 | 1,6 | 1,4 | 0,3 | 0,0 | 4,5  |
| 2021-2022 | Žalgiris Kaunas | 32  | 24  | 27,5 | 44,1 | 34,7 | 78,9 | 4,3 | 2,0 | 0,8 | 0,2 | 8,1  |
| 2022-2023 | Žalgiris Kaunas | 37  | 37  | 28,2 | 44,9 | 39,5 | 83,5 | 3,3 | 2,5 | 0,9 | 0,1 | 10,2 |
| 2023-2024 | Žalgiris Kaunas | 34  | 32  | 28,0 | 44,8 | 28,4 | 86,6 | 4,1 | 2,8 | 0,6 | 0,1 | 7,6  |
| 2024-2025 | Žalgiris Kaunas | 34  | 16  | 22,4 | 44,1 | 39,4 | 83,1 | 2,9 | 1,8 | 0,5 | 0,1 | 6,6  |
| Carriera  | Carriera        | 340 | 272 | 25,1 | 44,9 | 36,7 | 82,6 | 3,4 | 1,9 | 0,6 | 0,2 | 7,3  |

### Eurocup
| Anno      | Squadra           | PG | PT | MP   | TC%  | 3P%  | TL%  | RP  | AP  | PRP | SP  | PP  |
| --------- | ----------------- | -- | -- | ---- | ---- | ---- | ---- | --- | --- | --- | --- | --- |
| 2013-2014 | Neptūnas Klaipėda | 10 | 10 | 23,0 | 44,8 | 41,2 | 63,6 | 4,6 | 2,1 | 1,1 | 0,2 | 7,3 |
| Carriera  | Carriera          | 10 | 10 | 23,0 | 44,8 | 41,2 | 63,6 | 4,6 | 2,1 | 1,1 | 0,2 | 7,3 |

## Palmarès

### Squadra
- Campionato lituano: 8

Žalgiris Kaunas: 2014-2015, 2015-2016, 2016-2017, 2017-2018, 2018-2019, 2019-2020, 2022-2023,  2024-2025
- Coppa di Lituania: 8

Žalgiris Kaunas: 2015, 2017, 2018, 2020, 2021-2022, 2022-2023, 2023-2024, 2024-2025

### Individuale
- VTB United League Young Player of the Year: 1

Neptūnas Klaipėda: 2013-14
- MVP Coppa di Lituania: 4

Žalgiris Kaunas: 2015, 2017, 2018, 2020
- Lietuvos krepšinio lyga MVP finali: 2

Žalgiris Kaunas: 2016-17, 2018-19